# 串木野站

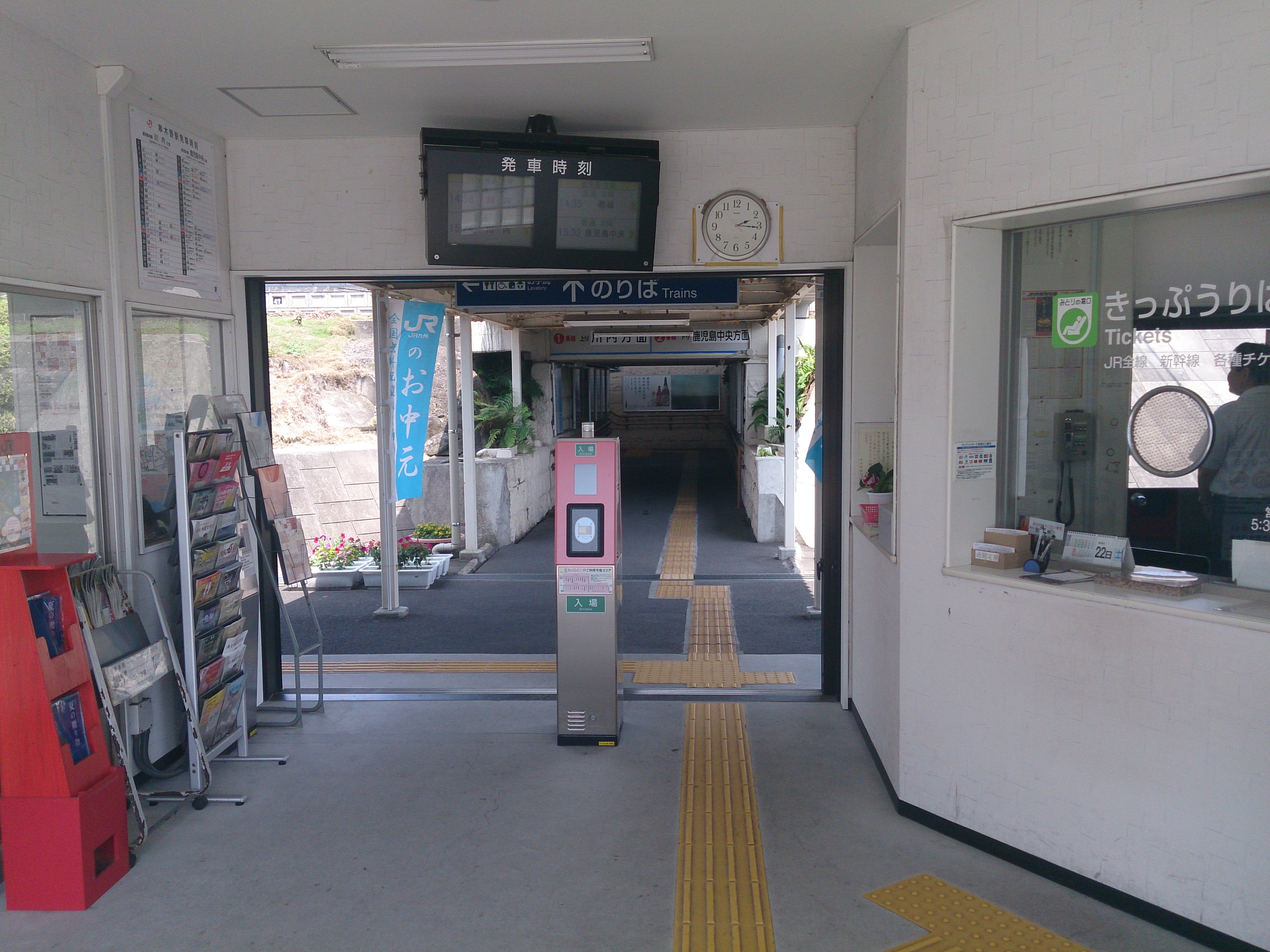
驗票口(2013年6月)

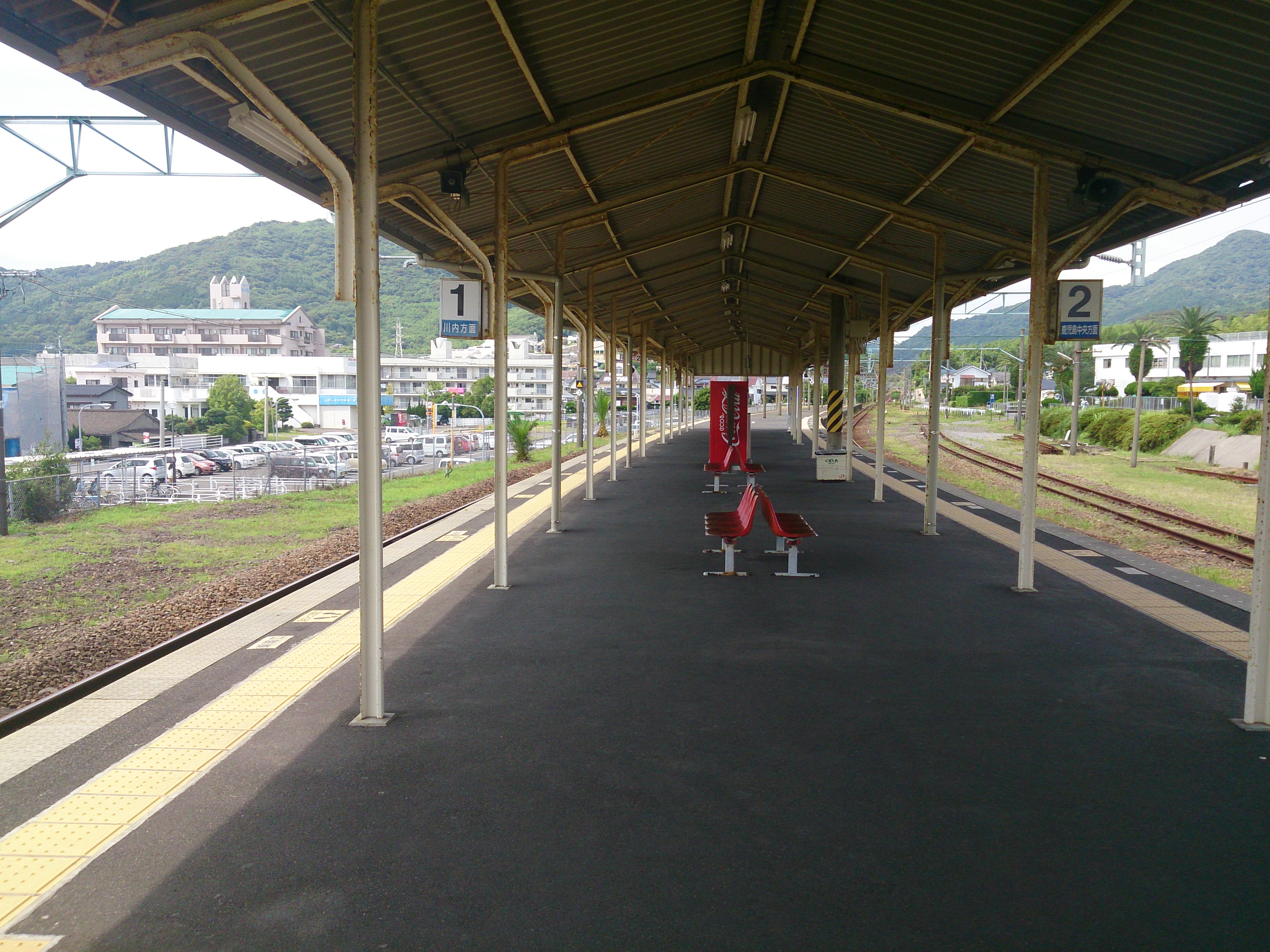
月台(2013年6月)

串木野站（日语：／ Kushikino eki */?）是位於鹿兒島縣市來串木野市曙町，屬於九州旅客鐵道（JR九州）的鹿兒島本線車站。此站是市來串木野市的代表車站，並設有此站至鹿兒島中央站的折返列車班次。

## 歷史
- 1913年（大正2年）12月15日 - 鐵道院川內線串木野站至東市來站之間開通，此站啟用。
- 1914年6月1日：川內線延伸至川內町站（現時為川內站）[1]。
- 1927年（昭和2年）10月17日 - 湯浦站至水俁站之間開業，八代站至鹿兒島站之間編入至鹿兒島本線。
- 1987年：
  - 2月15日 - 開設綠色窗口[2]。
  - 4月1日 - 伴隨國鐵分割民營化，車站由九州旅客鐵道（JR九州）營運。
- 2004年（平成16年）3月13日 - 隨著九州新幹線啟用，使「夢燕」廢止，使鹿兒島中央站→川內站之間尾班列車（日语：最終列車）變成快速列車，成為停車站。在此站出發後會不停站前往川內站。
- 2005年（平成17年）10月1日 - 開設來往此站的列車。
- 2006年（平成18年）12月8日頃 - 車站的木造車站大樓拆毀，臨時車站大樓開始使用。
- 2007年（平成19年）3月18日 - 新車站大樓開始使用。另外，從鹿兒島中央出發的尾班快速列車廢止，在區間內所有列車均改為普通列車（各站停車）。
- 2012年（平成24年）12月1日 - 此站可以使用IC卡「SUGOCA」[3]。

## 車站構造

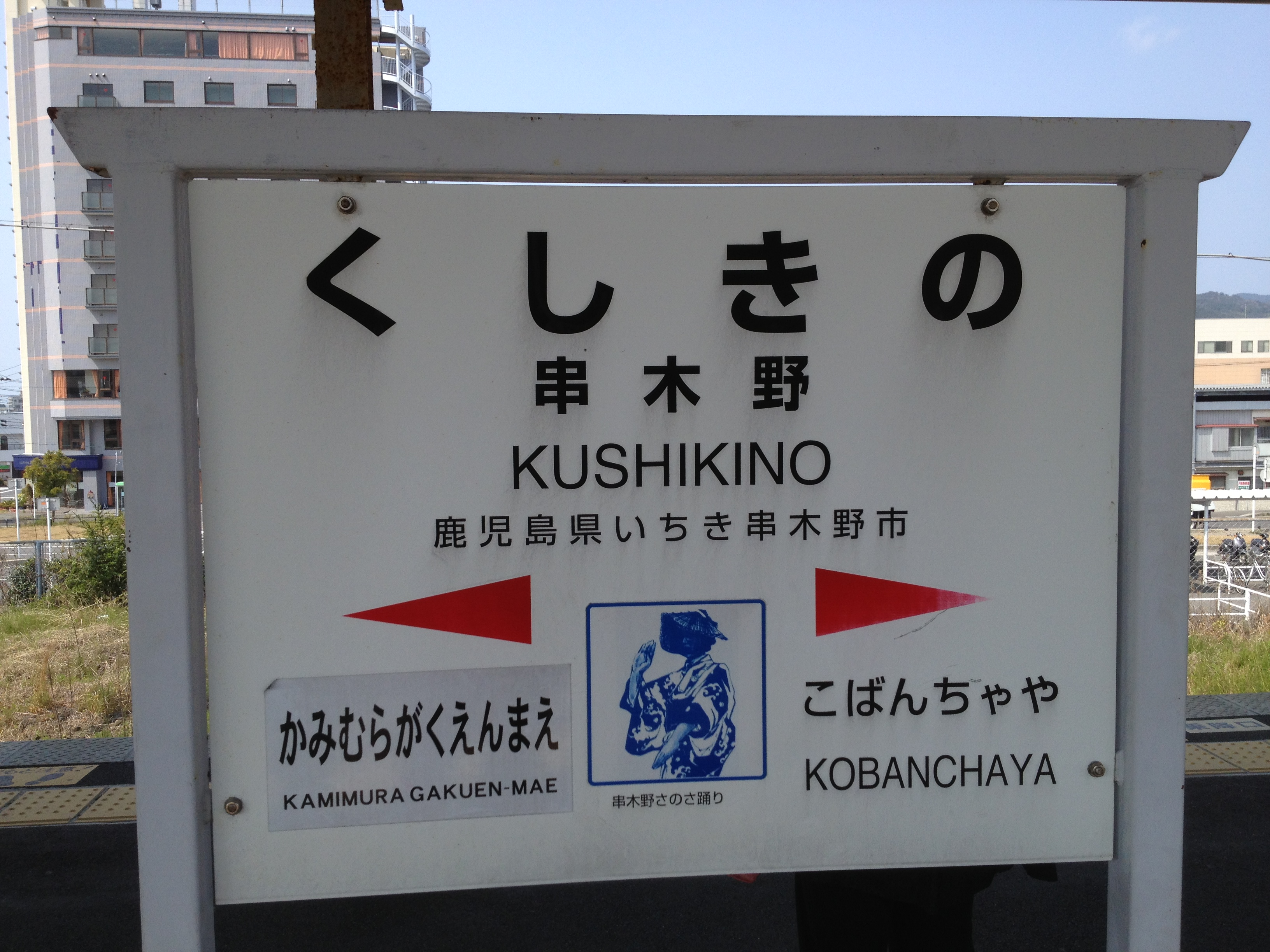
站名牌(2013年3月)

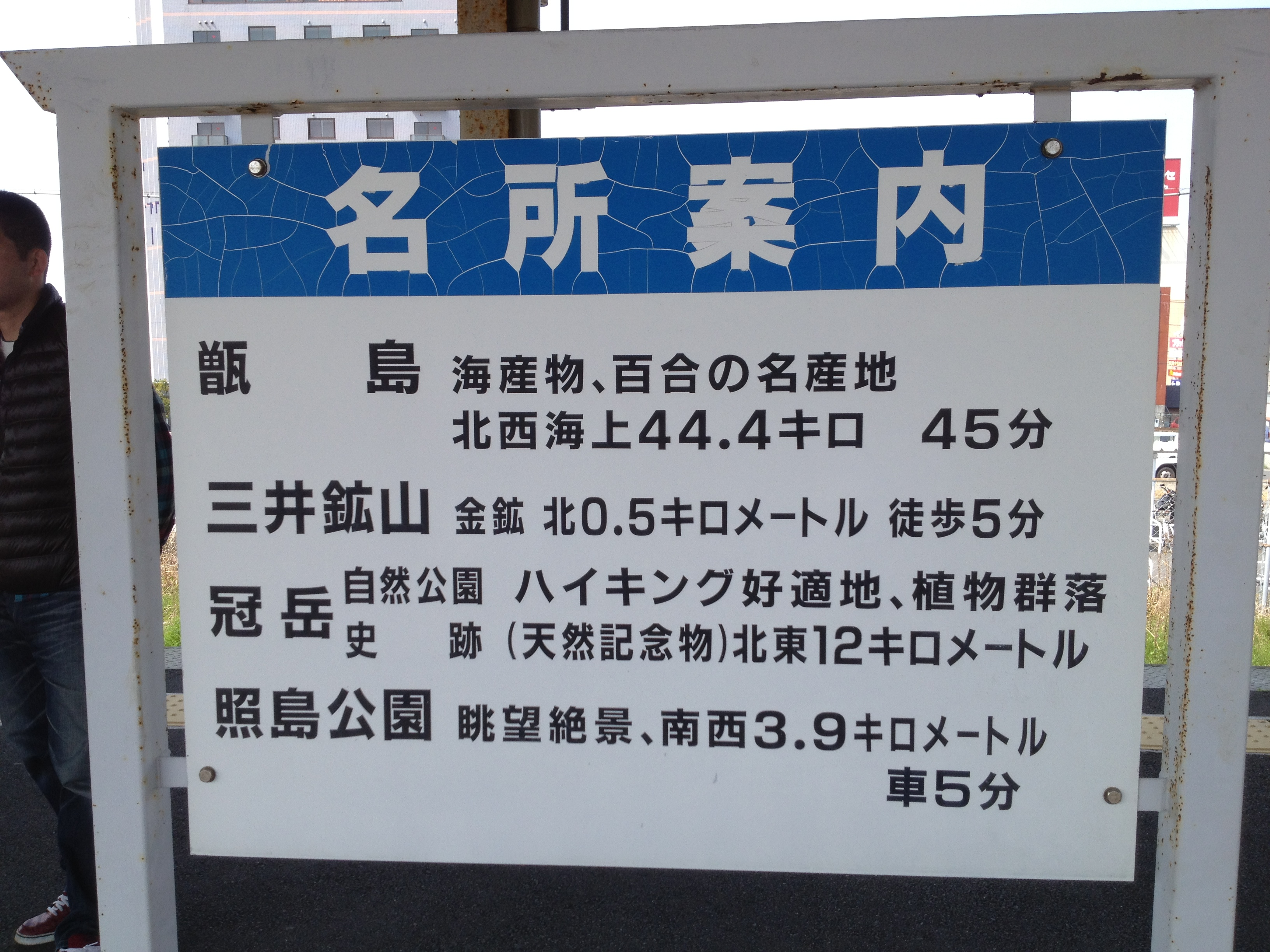
著名景點告示牌(2013年3月)

本站是地面車站，設有1面2線的島式月台。月台與站房位於較高的位置，兩者之間設有行人隧道。本站在1913年竣工的舊木造站房因老化等問題，而在2006年12月拆毀，並以預鑄建築的方式興建和營運臨時車站。新站房於2007年3月18日啟用，為一座以黑色為基調的建築物。
此站是由JR九州服務支援管理的業務委託車站。站內設有綠色窗口、簡易SUGOCA閘機、觸控面板式自動售票機（可支援IC卡），以及IC卡增值機，可使用「SUGOCA」IC卡，以及可以與SUGOCA互相使用的交通系IC卡。

### 月台
| 月台 | 路線        | 上下行 | 方向                   |
| ---- | ----------- | ------ | ---------------------- |
| 1    | ■鹿兒島本線 | 上行   | 川內方向               |
| 2    | ■鹿兒島本線 | 下行   | 伊集院、鹿兒島中央方向 |

## 使用狀況
在2018年度，1日平均乘車人次為860人
在2010年起車站使用人次大幅下降，另外在神村學園前站啟用後，使用人次分散。
| 年度 | 1日平均 乘車人次 | 1日平均 上下車人次 |
| ---- | ---------------- | ------------------ |
| 2004 | 1,481            |                    |
| 2005 | 1,439            |                    |
| 2006 | 1,342            |                    |
| 2007 | 1,323            |                    |
| 2008 | 1,286            |                    |
| 2009 | 1,244            |                    |
| 2010 | 1,025            | 2,092              |
| 2011 | 979              | 1,985              |
| 2012 | 970              | 1,950              |
| 2013 | 974              | 1,960              |
| 2014 | 925              | 1,860              |
| 2015 | 903              | 1,812              |
| 2016 | 876              | 1,758              |
| 2017 | 861              |                    |
| 2018 | 860              |                    |

## 車站周邊
此站是市來串木野市中心。下城區位於西南方。以南方向步行20分即可到達市政廳。車站前方設有站前廣場。
- 市來串木野市政廳（前・串木野市政廳）
- 市來串木野市立串木野小學
- 市來串木野市立串木野中學
- 市來串木野警署串木野駅前派出所
- 串木野郵局（日语：串木野郵便局）
- 鹿兒島縣立串木野高等學校（日语：鹿児島県立串木野高等学校）（西南方約1.5公里）
- 串木野新港（設有甑島商船（日语：甑島商船）航線，西方約2.5公里）
- 薩摩金山藏（日语：薩摩金山蔵）（北方約3公里)
- Prima Ham（日语：プリマハム）鹿兒島工場（站北邊）

## 巴士路線
站前廣場設有「串木野站」巴士站。沿國道3號上於松本清串木野站前店（林田巴士(現時為鹿兒島交通)串木野營業所遺址）附近設有「串木野」巴士站。
- 鹿兒島交通（日语：鹿児島交通）（串木野新港、羽島、野下、神村學園前、湯之元、天文館、石燈籠、鹿兒島機場、川內方向）
- 市來串木野活潑巴士（日语：いきいきバス (いちき串木野市)）（所有路線）

## 相鄰車站
九州旅客鐵道
■鹿兒島本線
木場茶屋－串木野－神村學園前

## 注腳
1. ↑  鐵道院告示第40號「川内線串木野川内町間鐵道運輸營業開始」，日本《官報》第548號，1914年5月30日，第694頁：國立國會圖書館電子資料庫。
2. ↑  日本經濟新聞1987年2月3日西部晨報 社會版 17頁
3. ↑  . 交通新聞 (交通新聞社). 2012-12-04: 1.
4. ↑   (PDF). 九州旅客鐵道.   [2019-07-30]. （原始内容存档 (PDF)于2019-12-06）.
5. ↑  統計市來串木野

## 外部連結
- 串木野（車站資訊） - 九州旅客鐵道